# 1952年の日本の女性史
本項目1952年の日本の女性史（1952ねんのにほんのじょせいし）では、1952年（昭和27年）の日本における女性に関するできごとを時系列的に挙げる。参考文献は日本の女性史年表を参照のこと。
本項目は歴史研究としての女性史ではなく、日本における女性に関するできごとをある体系に基づいて述べようとするものではない。

## 1～3月
- 1月8日 - 再軍備反対婦人委員会、「非武装国日本婦人のアメリカ上院議員へのアピール」発表、アメリカ上院議員全員に発送。

サンフランシスコ平和条約及び同時に日米間で署名された（旧）安保条約について、両条約がアメリカ上院に提出される時に、日本婦人が、両条約が日本国憲法第九条の絶対平和の原則に違反していることに失望していること・日本の再軍備に絶対反対であること・二度と子や夫を戦地に送らないことを決心しているということを、上院議員各氏が銘記してほしいとアピール。
- 1月17日 正織興業労働組合、50日間のストライキ。

正織興業・岡山県・紡績業・従業員1200名、内80％は女子。1951年5月以降、賃金約100％アップを要求していたが、会社側の15％アップの回答を拒否、ストライキに入る。染色部門一部従業員で第二組合が結成されストライキに反対。染色部門男子従業員が殆ど第二組合に参加、第一組合に女子の多いことが注目された。全繊同盟はこのストライキに対し、傘下一人5円の資金カンパによって600万円の資金融通を行った。
- 1月24日 - アメリカ合衆国上院で、日本にある進駐軍兵舎付近の売淫問題を論議。
- 1月27日～1月29日 - 第1回全国婦人教育指導者会議、文部省主催。
- 2月1日 - 日本紡績（現・ユニチカ）の女子労働者間の差別で高知県被差別部落出身者集団退職。
- 2月19日 - 最高裁、有責配偶者（愛人をもち結婚を破綻させた夫）からの離婚訴訟は認めないと判決。
- 3月～6月 - 綿紡績産業4割操業短縮、女子従業員3万6000名解雇

朝鮮戦争の勃発と共に繊維産業は緊急増産の要請を受け、1週7日操業・休憩時間操業によって増産、戦後未曾有の活況を迎えたが、ブームは1年で終り、女子従業員の大量解雇となった。
- 3月3日 - 主婦連、総評など、配給米1人1日1合配給運動を展開。
- 3月8日 - 国際婦人デー「働く婦人の集い」、共立講堂で、24団体主催、3000人参加。

帯刀貞代の講演・コーラス・舞踊・映画・国鉄労組の演劇など。
日本民主婦人協会・東京都北区未亡人同盟・母の集い・朝鮮女性同盟・婦人民主クラブ杉並支部の代表50名が、国会へ向かい、再軍備反対・徴兵反対・強制送還反対の請願書、吉田内閣への抗議文を各党に手渡した。
- 3月19日 - 全国家庭科教育協会 高等学校の家庭科を女子に必修とする件につき請願書提出。
- 3月28日～3月29日 - 第1回全国婦人教員研究協議会、日教組婦人部主催、大阪で。教育の民主化・平和教育などテーマ、3000人参加。
- 3月- 戦争花嫁90人が横浜港から米軍輸送船で渡米、駐留米軍兵士と結婚し、米国での生活を望んだ日本人女性たちへの特別措置。
- 3月- グリコ大阪工場女子労働者争議、労働組合を結成し労働時間の短縮・福祉施設の要求など獲得。

## 4～6月
- 4月4日 - 横須賀商工会議所が米兵歓迎のため作らせた『横須賀タマラン節』にPTA・婦人会が抗議。これを機に子供を守る会準備会ができ、1952年5月17日児童憲章記念日に日教組児童文学者協会・婦民クラブ等10団体が中心で「日本子どもを守る会」が結成された。
- 4月10日 - 「平和を守る婦人の日」大会開催、大阪で。総評大阪地方評議会婦人部が中心で関西主婦連合・各労働組合労組婦人部など1500人参加。

決議「予備隊や保安隊員にはお嫁に行かない・平和憲法を守ろう・戦争玩具を追放しよう・夫や子供を弾丸にしないで・大砲より住宅と保育所を・伊丹飛行場の拡張反対」
- 4月10日～4月16日 - 第4回婦人週間「よりよい社会をつくるため権利と義務を生かしましょう」
- 4月10日 ラジオドラマ『君の名は』放送開始。空前の大ヒット。番組が始まる時間になると銭湯の女湯から人が消えるといわれた。

当時、内風呂（家庭内の風呂）はあまり普及しておらず、銭湯の利用が一般的。また、テレビ放送はまだなく、一番の娯楽はラジオだった。
番組冒頭の『忘却とは忘れ去ることなり。忘れ得ずして忘却を誓う心の悲しさよ』のナレーションは、長く苦しかった戦時体制を、感情を押し殺して越えた多くの女性達の、心の琴線に触れた。
- 5月5日 - 戦争玩具とむらい祭り、大阪で。この頃関西主婦連・大阪教職員組合の追放運動で戦争玩具が百貨店の店頭から姿を消す。
- 5月7日 - 静岡県富士宮高校生石川皐月（さつき）、富士郡上野村（現・富士宮市）の選挙違反を新聞に投書して一家村八分にされ、人権侵害として問題になる。
- 5月17日 - 厚生省、受胎調整普及実施要領発表 、個人負担費軽減、審査制度が廃止され医師の認定だけで中絶が可能になる。
- 5月24日 - 「東京都母のつどい」結成大会、平和への願いが中心テーマ、主婦を中心に各区で組織。
- 5月- 植村環「リッジウェイ夫人へ--パンパンに新しい道を開くためには」の公開状を発表、『婦人公論』5月号で、米兵の自粛を訴える。
- 5月- 東京銀行名古屋支店の女子職員、結婚退職制度に抗議、勤務を続ける。
- 6月1日 - お茶の水女子大寮生大会、自治寮確立・寮監制廃止などを決議、破防法反対全国ストに参加。この頃、破防法反対の大学生スト頻発。
- 6月4日 - 公明選挙連盟結成、理事に村岡花子・市川房枝・坂西志保ら。
- 6月18日 - 平塚らいてう・野上弥生子ら代表20人、破防法審議中の国会で各婦人団体の破防法反対要請文を手交。
- 6月28日 - ILO、母性保護に関する勧告採択。6月4日採択の母性保護条約（改正）を補足する勧告。
- 6月- 東洋繊維三原工場自治会、生理休暇廃止反対闘争。
- 6月- 長崎の電話局女子職員、早朝出勤手当獲得。

## 7～9月
- 7月9日 - 全国地域婦人団体連絡協議会（全地婦連）結成。公明選挙・新生活運動・受胎調整・青少年の純潔教育・宴会政治の排撃などの活動目標。
- 7月10日 - 日本女子大新聞、破防法反対の記事掲載で発禁処分。
- 7月17日 - 大阪地裁、日紡（現・ユニチカ）貝塚工場女子工員に「レッドパージは違憲」の判決。
- 7月20日 - NHK勤労婦人の時間プランナー高橋菊江解雇される。八王子の機織り女工の劣悪な労働条件を訴えた放送内容が理由。
- 7月27日 - 高良とみ帰国歓迎会中央報告会、日比谷公会堂で、約4000人参加。この会で平塚らいてう、婦人の統一組織を提唱。8月13日 準備会「婦人団体連合」を組織、再軍備反対・平和憲法をスローガン。

この年4月に高良とみ、訪欧の帰路、日本政府の許可なくソ連へ入国しモスクワの世界経済会議に出席、ついで中国の北京での太平洋地域平和会議準備会に参加して7月に帰国。この報告会の開催について、もし高良が旅券法違反で咎められるようなことがあった場合に彼女を守るためでもあったと平塚らいてうは後に述べている。
- 7月31日 - 労働基準法一部改正、女子の時間外労働の制限緩和（決算期など）、女子保護実施状況報告の廃止など。
- 8月- 鶴見和子ら「生活を綴る運動」呼びかけ。

主婦や職場の女性も自分の生活を綴ることで社会とのつながりの自覚を深める教育運動を提唱した。この後、各地の工場や地域に多くの生活を綴る会が発足。
- 8月19日 - 全専売（現・全たばこ労働組合）品川支部婦人部、徴兵反対の署名運動、10日間で約8000集める。
- 8月27日 - 警察予備隊看護婦採用試験に13倍の応募、婦人隊員62人入隊。
- 8月 - 東京都の給食作業婦1500人、都に待遇改善を要求。

1950年春に日雇いの待遇で配属、引揚者・戦争未亡人が多かった。
- 9月6日 - 関西主婦連の公明選挙運動のビラ「再軍備反対の人に投票しましょう」に選管から選挙違反の通達。9月20日-21日 婦団連準備会、「…その法律こそ悪法…」と声明、選管の中止申入れに抗して選挙スローガンのビラ配布。
- 9月10日 - 準備会「婦人団体連合」、「再軍備賛成の党には投票しない」等の選挙スローガン決定、選管の中止申入れに抗しこのスローガンのビラを配布（東京で13万枚）。
- 9月11日 - 日本炭坑主婦協議会（炭婦協）結成、折りからの炭労大争議に主婦会活躍。

終戦直後から1960年代にかけて、労働争議は関係労働者だけでなくその家族ぐるみで闘われることが多かった。特に炭鉱地域では母の会・主婦会等が組織され、そのめざましい活動は争議の行方を左右するほどであり、全国的な組織「日本炭鉱主婦協議会」結成も自然の流れだった。日本労働運動史上最大の労働争議といわれる1960年の三池闘争は、炭鉱労働者の家族ぐるみの闘争の典型でもあったが、その背景には、労働者だけでなく、主婦を中心とするその家族が労働争議に積極的に関わってきた歴史があった。
- 9月20日 - 国鉄湊町駅（現・JR難波駅）で女子赤帽が業務開始、帽子は緑白帽に赤線入り。
- 9月23日 - 再軍備反対婦人大会、準備会「婦人団体連合」主催、300名参加。高良とみ・神近市子・深尾須磨子・比嘉正子の講演。
- 9月28日 - 国際婦人仏教協議会結成、戦争おもちゃ追放決議。

## 10～12月
- 10月1日 - 衆議院議員総選挙、婦人9人当選、立候補24人、投票率女75.76％、男80.46％。
- 10月20日 - 総評婦人協議会結成
- 10月29日 - 道産製菓（北海道）の女子労働者、賃上げ・労基法遵守・女工を殴るな等を要求して12日間のストライキ。
- 10月31日 - 関西主婦連、米価値上げ反対陳情に上京。
- 10月 - 近藤いね子津田塾大学教授、女性初の文学博士に。
- 10月 - 全国家庭科教育協会、高等学校の家庭科を女子に必修とする件につき請願書再度提出。
- 11月9日 - 米兵、4歳女児に暴行、地元品川に「婦女子を守る会」発足。
- 11月28日 - 農林省、婦人の農業協同組合活動の推進について通達、婦人の組合加入および活動奨励。
- 11月 - 第1回全国母子福祉大会、全国未亡人団体協議会主催、以後毎年開催。
- 12月3日 - 売春禁止法制定促進委員会結成、久布白落実ら。
- 12月29日 - 「母子福祉資金の貸付等に関する法律」公布、母子世帯に生業資金・修学資金などを低利で貸付け。
- 12月 - 和光商事（現・ワコール）、阪急百貨店（大阪）で初の下着ショー、男子禁制で。

## この年
- 戦後四大婦人雑誌『主婦の友』『主婦と生活』『婦人倶楽部』『婦人生活』、発行部数各55万前後
- 朝日新聞「ひととき欄」始まる。

朝日新聞学芸部長が家庭主婦の投書欄を企画し、この欄を設けた。始めは女流作家や評論家の随筆という形をとったが、次第に一般女性からの投稿が増えた。
- 東京杉並「明るい生活会」、隣組復活反対運動、親和会による寄付強制割当を中止させる。

戦時体制に大きな役割を果した町内会・隣組組織は1947年GHQの禁止令により表向きは廃止されたが、町会自治会・親睦会として存続した。東京都杉並区東荻町荻窪町一帯の親和会もその例で、街灯設置を契機に旧町会有力者の手ですすめられた。親和会が街灯建設資金の住民への強制割当を決めたところ、環境衛生改善等を目的に戦後新たに生れた町内婦人会「明るい生活会」（会長仲佐初枝、会員1,500名）が反対。個人の意志が無視され、権力に利用されやすいと「隣組組織に反対」、親和会による街灯建設資金の強制割当を中止させた。
- 農村子女の人身売買上半期7652名、前年同期の2倍
- 腰までの短いコート「トッパー」が流行、羽織も短くなり「茶羽織」といわれる。
- 女子労働者総数1,486万人、うちサービス業153万人
- 電気洗濯機普及